# Oye cómo va
"Oye cómo va" is een nummer van de Amerikaanse artiest Tito Puente. Het nummer verscheen op zijn album El rey bravo uit 1962. Het verkreeg bekendheid door de cover van Santana, die het in 1970 op hun album Abraxas uitbrachten. Op 2 februari 1971 werd deze versie uitgebracht als de tweede single van het album.

## Achtergrond
"Oye cómo va", naar het Nederlands te vertalen als "Luister hoe het gaat", is in 1962 geschreven en opgenomen door Tito Puente en zijn orkest. Het werd opgenomen als chachacha met een herhalende pianotumbao en een gezongen refrein, wat typisch is voor deze muziekstijl. De intro van het nummer lijkt sterk op dat van de mambo "Chanchullo", dat in 1957 werd geschreven en opgenomen door Cachao López. Puente nam deze mambo in 1959 ook zelf op voor zijn album Mucho cha cha.
"Oye cómo va" is vooral bekend geworden door de versie van de Mexicaans-Amerikaanse band Santana, die het onder de titel "Oye Como Va" op hun album Abraxas zetten. Deze cover gaat meer de latin rockkant op, waar de band bekend om staat. Deze versie voegt de elektrische gitaar, het orgel, en drums toe, terwijl de blazerssectie is verdwenen. De elektrische gitaar neemt de rol van de fluit in de originele versie over, terwijl het orgel de gitaar ondersteunt. Het nummer bevat diverse gitaarsolo's en een orgelsolo. Puente was oorspronkelijk niet te spreken dat zijn nummer werd gecoverd door een rockband, maar nadat hij de eerste royalty's ontving, was hij blij dat zij hem als de schrijver hadden vermeld. Op zijn album Mambo Birdland uit 1999 nam Puente het nummer opnieuw op in de stijl van Santana.
"Oye cómo va" werd in de versie van Santana een grote hit. In de Amerikaanse Billboard Hot 100 kwam het tot de dertiende plaats, terwijl het in Mexico op de negende plaats piekte. In Canada werd het een nog grotere hit met een zevende plaats als hoogste notering. Ook in Duitsland en Australië kwam het in de hitlijsten terecht. In Nederland kwam de single tot plaats 27 in de Top 40 en plaats 16 in de Daverende Dertig.

## Hitnoteringen
Alle noteringen zijn behaald door de versie van Santana.

### Nederlandse Top 40
| Hitnotering: 08-05-1971 t/m 29-05-1971 | Hitnotering: 08-05-1971 t/m 29-05-1971 | Hitnotering: 08-05-1971 t/m 29-05-1971 | Hitnotering: 08-05-1971 t/m 29-05-1971 | Hitnotering: 08-05-1971 t/m 29-05-1971 | Hitnotering: 08-05-1971 t/m 29-05-1971 |
| Week                                   | 1                                      | 2                                      | 3                                      | 4                                      |                                        |
| -------------------------------------- | -------------------------------------- | -------------------------------------- | -------------------------------------- | -------------------------------------- | -------------------------------------- |
| Positie                                | 33                                     | 27                                     | 30                                     | 39                                     | uit                                    |

### Daverende Dertig
| Hitnotering: 15-05-1971 t/m 29-05-1971 | Hitnotering: 15-05-1971 t/m 29-05-1971 | Hitnotering: 15-05-1971 t/m 29-05-1971 | Hitnotering: 15-05-1971 t/m 29-05-1971 | Hitnotering: 15-05-1971 t/m 29-05-1971 |
| Week                                   | 1                                      | 2                                      | 3                                      |                                        |
| -------------------------------------- | -------------------------------------- | -------------------------------------- | -------------------------------------- | -------------------------------------- |
| Positie                                | 24                                     | 17                                     | 16                                     | uit                                    |

### NPO Radio 2 Top 2000
| Nummer met noteringen in de NPO Radio 2 Top 2000 | '99  | '00  | '01  | '02  | '03  | '04  | '05  | '06  | '07  | '08  | '09  | '10  | '11  | '12  | '13  | '14  | '15  | '16  | '17  |
| ------------------------------------------------ | ---- | ---- | ---- | ---- | ---- | ---- | ---- | ---- | ---- | ---- | ---- | ---- | ---- | ---- | ---- | ---- | ---- | ---- | ---- |
| Oye Como Va                                      | 1174 | 1283 | 1247 | 1416 | 1644 | 1413 | 1437 | 1569 | 1691 | 1536 | 1306 | 1280 | 1510 | 1605 | 1709 | 1632 | 1917 | 1496 | 1809 |

1. ↑  Een vetgedrukt getal geeft de hoogste notering aan.
2. ↑  Deze tabel is bijgewerkt tot en met de laatste editie (2024).